# أندريه بوريسنكو
أندريه بوريسنكو (بالروسية: Борисенко, Андрей Иванович)‏ (و. 1964 – م) هو مهندس، ورائد فضاء من روسيا . ولد في سانت بطرسبرغ. تولى منصب قائد بعثة محطة الفضاء الدولية، البعثة 28 (22 مايو 2011–22 سبتمبر 2011) .

## ريادة الفضاء
شارك في المهمات الفضائية:
- Soyuz TMA-21
- البعثة 50
- البعثة 28
- البعثة 27
- Expedition 49.

## التعليم
تعلم في Baltic State Technical University

## جوائز
حصل على جوائز منها:
- بطل الاتحاد الروسي (وسام).